# Хорс, Майкл
Майкл Хорс (Michael Horse; род. 21 декабря 1951, Тусон, США) — актер, ювелир, художник , известный своими ролями коренных американцев в кино.

## Биография
Хорс описывает себя как наполовину индейца (зуни, мескалеро, яки) с примесью шведских корней Дебютировал в роли Тонто в фильме 1981 года «Легенда об одиноком рейнджере», который оказался коммерчески провальным.
Наиболее известной ролью Майкла Хорса является заместитель шерифа Томми «Ястреб» Хилл, полицейский-индеец, в телевизионном сериале «Твин Пикс» (1990—1991).
Следующими ролями Хорса стали роль террориста в кассовом боевике «Пассажир 57» (1992) и «Карточный домик» (1993).
В 1993 году он отметился ролью в сериале «Неприкасаемые», но ушел после одного сезона по собственному желанию, объясняя это тем, что сценаристы и продюсеры не хотели развивать характер его героя.
В 1994 году Майкл Хорс на съемках эпизода «Образы» сериала «Секретные материалы» вновь встретился на съемочной площадке с Дэвидом Духовны, с которым они подружились еще со времени «Твин Пикс». В том же году была роль индейского активиста Денниса Бэнкса в телевизионном фильме «Женщина из племени Лакота». Снялся в роли Джиндога в сериале «Соколиный глаз: Первый фронтир».
В роли Грязного Боба снялся в вестерне «Всадники в грозе» (1995).
Следующей заметной ролью, после «Твин Пикс» стало участие в канадском сериале «К северу от 60-й» (1995—1997), где Хорс сыграл бывшего психотерапевта и начинающего адвоката по имени Эндрю Одно Небо.
Актёр отметился в эпизоде «День Благодарения» сериала «Спасибо» (1999), сыграв Сквонто. Также в 1999 году снялся в роли шерифа Оуэна Блэквуда в четырех эпизодах первого сезона сериала Розвелл (телесериал).
В 90е годы Майкл Хорс много работал в качестве актер озвучивания: в мультипликационных фильмах и мультипликационных сериалах «Горгульи», «Человек-утка», «Супермен»; в многосерийном радиоспектакле «Миллфорд-Хэвен», основанном на мифологии индейцев хопай, навахо, зуни; участвовал в записи детских книг на аудиокассетах вместе с Джанин Гарофало, Патриком Суэйзи и пр.
Майкл Хорс сыграл Майка Праудфута в сериале «Сынки Тусона» (2010).
В 2017 году вновь был приглашен Дэвидом Линчем к участию в третьем сезоне сериала Твин Пикс: Возвращение, где исполнил прежнюю роль заместителя шерифа.
В 2020 году сыграл роль Твамие Уллулак в седьмом сезоне сериала Чёрный список (телесериал).
В том же году появился в фильме Зов Предков.